# 修道医会
修道医会（しゅうどういかい）は、広島県広島市中区南千田西町に所在する私立修道高等学校を卒業した医師によって構成される職域同窓会。

## 設立
1955年（昭和30年）、旧制修道中学校および新制修道高等学校を卒業した医師および医学生により呉地区修道杏林会が結成された。1957年（昭和32年）に広島大学医学部が呉市から広島市に移転したことに伴い1959年（昭和34年）11月23日に広島市において第1回修道医会が開催され、網本次郎三が初代会長に就任した。以降、毎年1回総会が開かれている。1986年（昭和61年）5月31日に創立30周年記念大会が、2006年（平成18年）7月1日に創立50周年記念大会が執り行われた。2008年（平成20年）12月20日に修道医会の下部組織として修道医会学生部会が発足した。

## 組織
旧制修道中学校または新制修道高等学校を卒業し、医師免許を有することを会員資格とする。また修道高等学校を卒業し、大学医学部・医科大学に在学する者を学生会員資格とする。2020年（令和2年）1月1日時点で会員1,010名、学生会員80名。

## 活動
毎年1回、総会、評議員会、役員会、顧問会、家族会、学生部会、ゴルフ会等を開催している。また学術奨励賞、社会功労賞、文化功労章の授与も行っている。